# Tablillas de Bloomberg

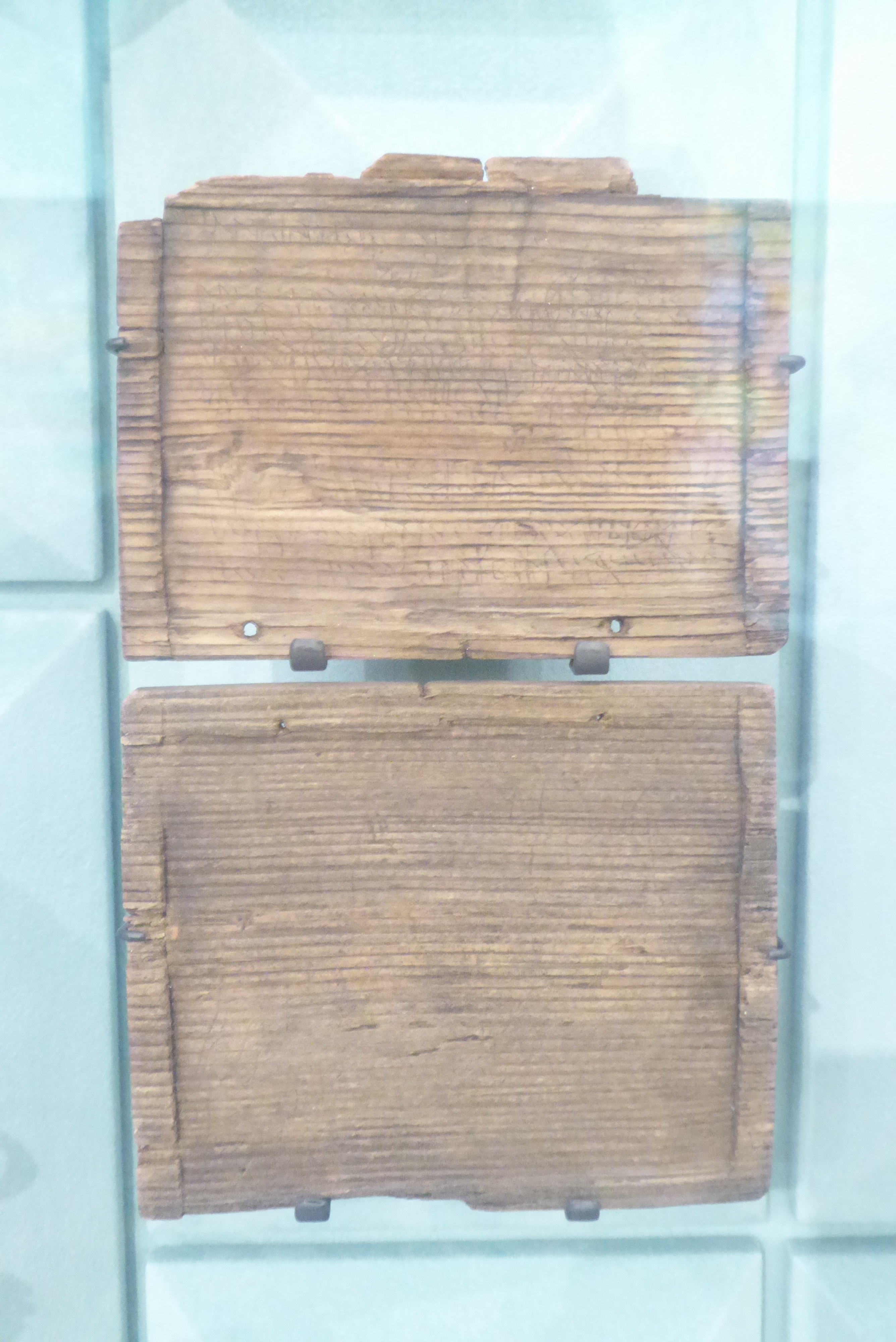
Dos tablillas de Bloomberg.

Las tablillas de Bloomberg son una colección de 405 tablillas de madera preservadas que se encontraron en el sitio del edificio Bloomberg, en el distrito financiero de Londres. Las excavaciones del sitio tuvieron lugar entre los años 2010 y 2013, después de lo cual el edificio actual de Bloomberg se construyó en el sitio de la excavación arqueológica.
Estas tablillas son los primeros documentos escritos encontrados en Gran Bretaña, las cuales datan entre el año 50 y el año 80, en el período romano temprano. En particular, estas tablillas son anteriores a las tablillas de Vindolanda, que anteriormente eran los primeros ejemplos de escritura encontrados en Gran Bretaña, las cuales datan hacia el año 100 o poco más tarde.

## Descubrimiento
El sitio Bloomberg consta de tres acres en lo que fue la ciudad romana de Londinium. El sitio arqueológico había arrojado anteriormente un Templo de Mitra del siglo III, que fue excavado parcialmente en la década de 1950, pero este esfuerzo fue incompleto, y la Bucklersbury House, un edificio de oficinas modernista de 14 pisos, fue construido sobre el sitio en 1953. Sin embargo, La demolición del edificio Bucklersbury en 2010 dio a los arqueólogos la oportunidad de reabrir la excavación. Entre los años 2010 y 2013, se descubrieron una multitud de artefactos en el sitio, incluidas las tabletas de Bloomberg, las cuales fueron descubiertas enterradas a 12 metros bajo tierra.
Las tabletas de Bloomberg fueron un hallazgo inesperado, ya que el material orgánico como la madera y el cuero tiende a pudrirse y desintegrarse con el tiempo. Las tablillas fueron preservadas por el lodo espeso y húmedo generado por el río subterráneo Walbrook, el cual limitó la exposición de las tabletas al oxígeno.

## Construcción
Las tablillas estaban hechas originalmente de madera y cera, aunque solo la madera se encontraba preservada y recuperable. Una tablilla típica se habría hecho de una delgada pieza de madera, de 15–25 cm de ancho, con una depresión rectangular tallada en el centro. La cera de abeja caliente, ennegrecida por la adición de atramentum, se vertía en la depresión central y se dejaba enfriar. Una vez que la cera se haya fraguada, se usaría un estilete de metal para rayar las letras en la cera, mostrando un color más claro contra la cera más oscura.
Estas tabletas de cera también podrían reciclarse, ya que la tableta podría calentarse (a aproximadamente 50 °C), permitiendo que la cera se ablandara y reformara una superficie de escritura lisa. Las tabletas probablemente estaban hechas de madera reciclada a partir de duelas de barril, y a menudo, se hicieron en estilo díptico, donde dos tablillas estaban unidas libremente y podían plegarse para cerrarse, como un libro con solo dos páginas, protegiendo la cera suave en el interior.

## Esfuerzos modernos

### Re-creación
Aunque la cera de las tabletas no se conservó, los pequeños rasguños que quedaron en la superficie de las tablillas de madera permitieron recrear el contenido original de la escritura. Estos rasguños, aunque no son identificables a simple vista, pueden visualizarse y recrearse digitalmente con la ayuda de la tecnología. Para hacer la recreación digital de la escritura, se tomaron fotografías usando diferentes ángulos de luz y, por lo tanto, proyectando diferentes sombras sobre la superficie de la tableta. Una vez compiladas, estas imágenes daban una visión precisa de los contornos de la superficie de las tabletas, las impresiones realizadas en la madera y, por lo tanto, una mirada a lo que estaba escrito en la tableta. Sin embargo, dado que estas tabletas eran reutilizables, pueden estar presentes varios mensajes superpuestos en las tabletas, lo que hace aún más difícil separar y traducir la enorme cantidad de mensajes.

### Traducción
Noventa de las tabletas de Bloomberg han sido traducidas. Este es el mayor número de artefactos traducidos de cualquier sitio arqueológico en Londres, superando el registro anterior de 19. Las tabletas fueron traducidas por el Dr. Roger Tomlin, un experto en cursiva romana, el cual es el estilo de escritura en el que se escribieron las tablillas. Las tablillas varían en contenido, pudiéndose encontrar el documento financiero más antiguo de la ciudad de Londres, que data de 8 de enero de 57,  documentos legales como el de un juez que convocó a una audiencia previa al juicio, y diverso material educativo. Una tablilla muestra el alfabeto escrito, lo que indica la posible presencia de la primera escuela en Gran Bretaña. Además, entre las tabletas hay más de 100 nombres de personas de diferentes profesiones y clases sociales que vivían en Londres en ese momento, como esclavos, comerciantes, soldados y políticos. Una figura prominente que se nombra es el de Julio Clásico, que era comandante en una unidad de auxilia del ejército romano. 
Una tablilla contiene la primera mención del nombre de la ciudad de Londres (Londinio), más de medio siglo antes de lo que se pensaba que era la primera aparición del nombre de Londres en los Anales de Tácito.

### Preservación
Aunque la tecnología y los métodos actuales han permitido la recreación y la traducción de varias tabletas, la gran mayoría de ellas aún no se pueden leer. Por lo tanto, para mantener estas tabletas en excelente forma para futuros análisis, se están haciendo esfuerzos para mantener estos artefactos preservados. Esta conservación incluye una combinación de inmersión en polietilenglicol (PEG) y  liofilización.

## Exhibición
Si bien algunas de las tablillas se están conservando para futuros estudios, algunas otras se exhiben en una exposición de museo titulada "London Mithraeum".